# Libnotes (Libnotes) sumatrana
Libnotes (Libnotes) sumatrana is een tweevleugelige uit de familie steltmuggen (Limoniidae). De soort komt voor in het Oriëntaals gebied.